# Miloslav Francisci
Miloslav Francisci (30. dubna 1854 Debrecín, Maďarsko – 29. ledna 1926 Cleveland, Ohio) byl slovenský lékař a hudební skladatel.

## Život
Miloslav Francisci byl synem slovenského básníka a politika Jána Francisciho-Rimavského. Studoval gymnázium v Revúci, Bratislavě a Šoproni. Pokračoval studiem medicíny ve Vídni. Po ukončení studia, z obavy z perzekuce ze strany úřadů, emigroval v roce 1886 do Spojených států.
Usadil se v Clevelandě jako zubní lékař. Byl výborný klavírista a organizoval hudební život mezi slovenskými vystěhovalci. V roce 1906 založil pěvecké sdružení Kriváň a stal se jeho sbormistrem. Současně byl rovněž dirigentem obdobného německého tělesa, což mu mnozí vytýkali.
V době pobytu na Slovensku, ale i později ve Spojených státech, sbíral a upravoval slovenské lidové písně. Velká sbírka, která existovala pouze v rukopise, se sice ztratila, ale přesto tiskem vydal 200 lidových písní.
Je autorem prvních slovenských operet, které byly poprvé uvedeny v roce 1925 v Bratislavě a později i v jiných slovenských městech. Slovensko navštívil ještě dvakrát, v roce 1919 a 1922. Léčil se ve slovenských lázních.

## Dílo

### Operety
- Bohatieri veselej družiny (1917)
- Obšitošova dcéra (1918)
- Astra (1920)
- V cigánskom tábore (1922)
- Ženská bula

### Opera
- Rhea Sylvia

### Ostatní díla
- Trávnice (2 sešity slovenských lidových písní, 1893, 1908)
- Rapsodie Slovaque op. 3 pro klavír na 4 ruce
- Další drobné klavírní skladby a sbory.